# Hochstift Bamberg

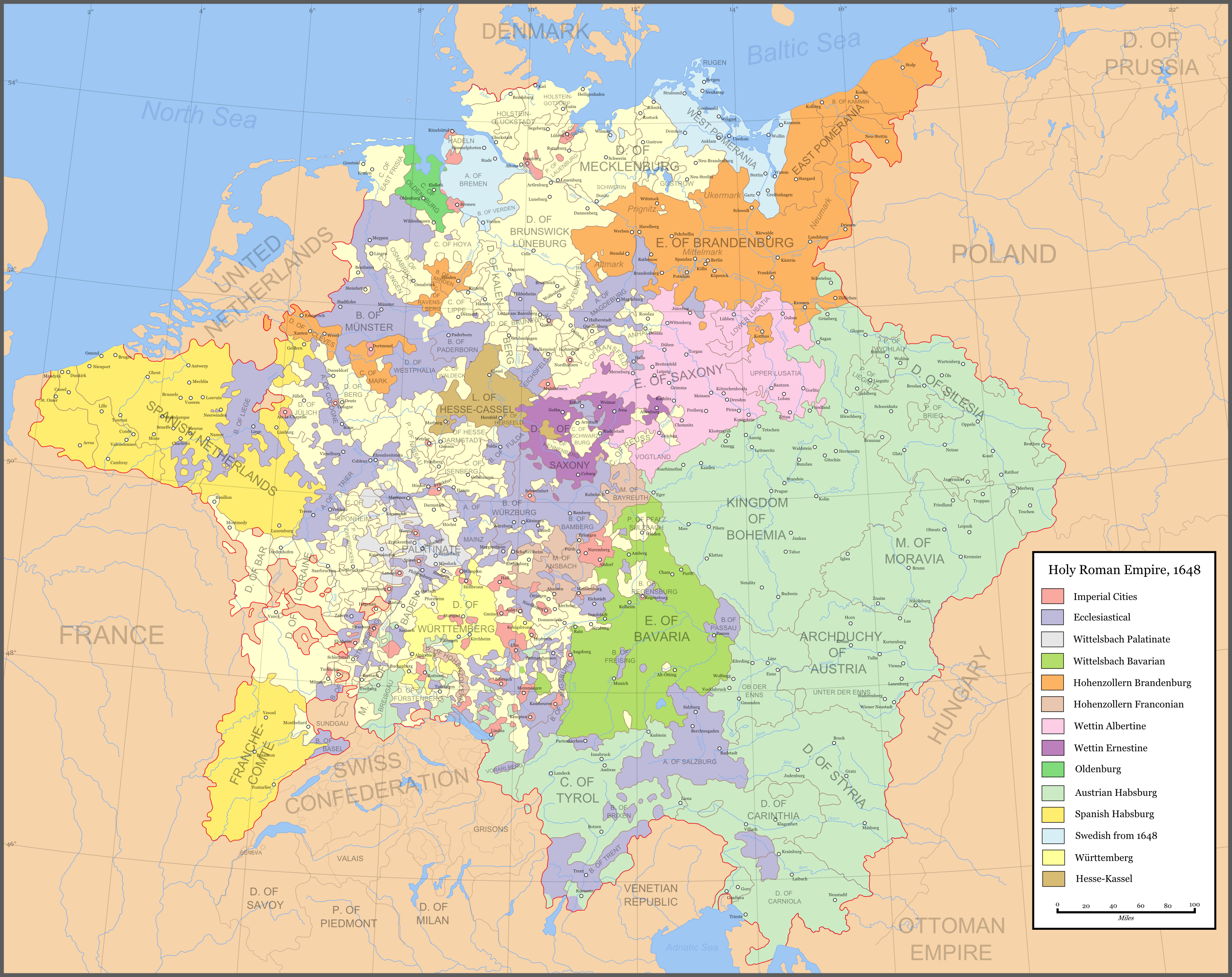
Das Heilige Römische Reich 1648

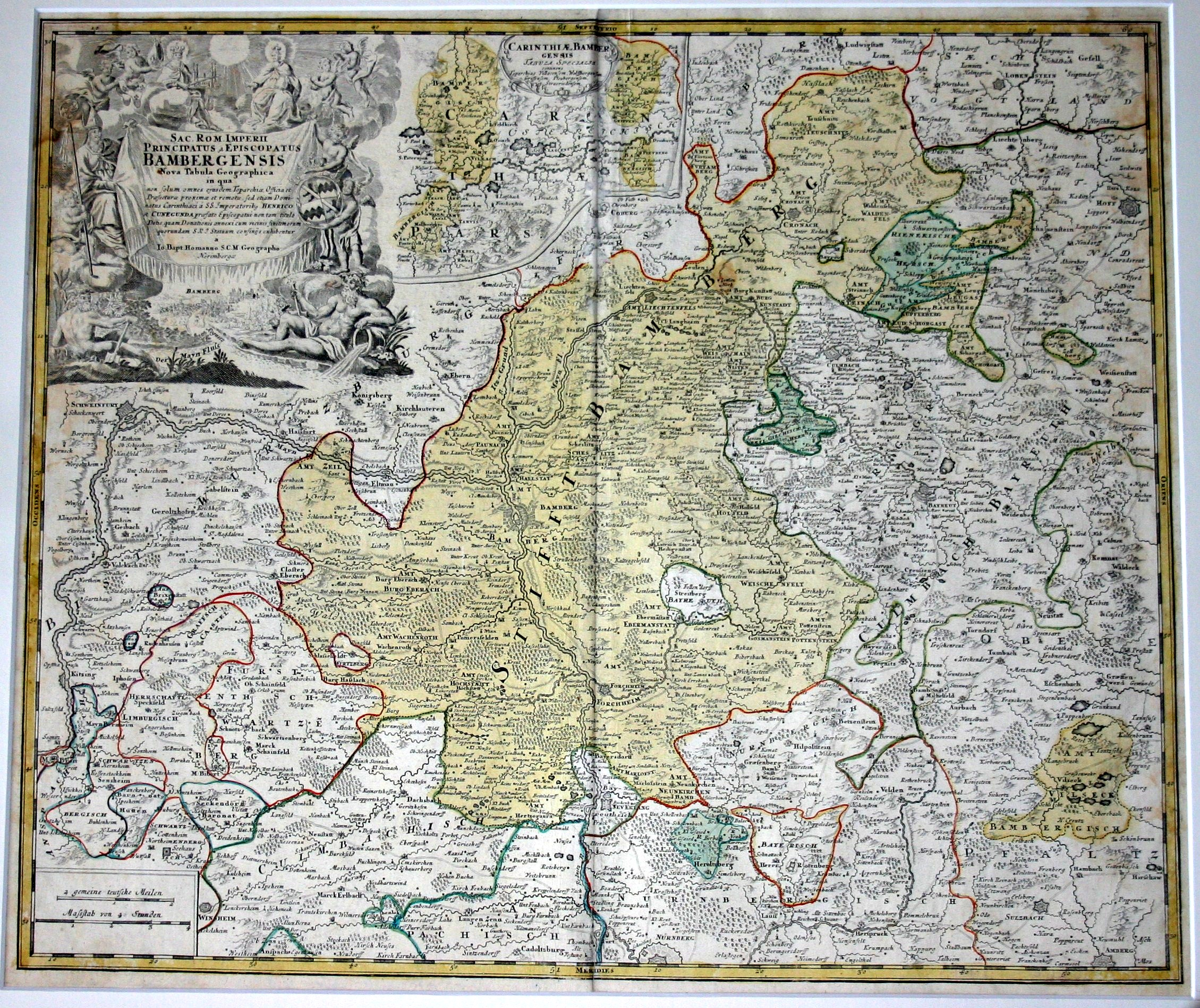
Karte des Hochstifts um 1700, Kupferstich von Johann Baptist Homann

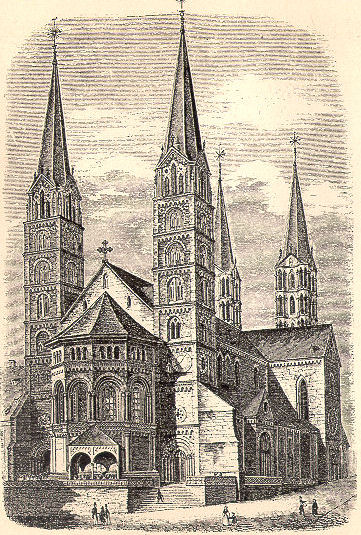
Bamberger Dom

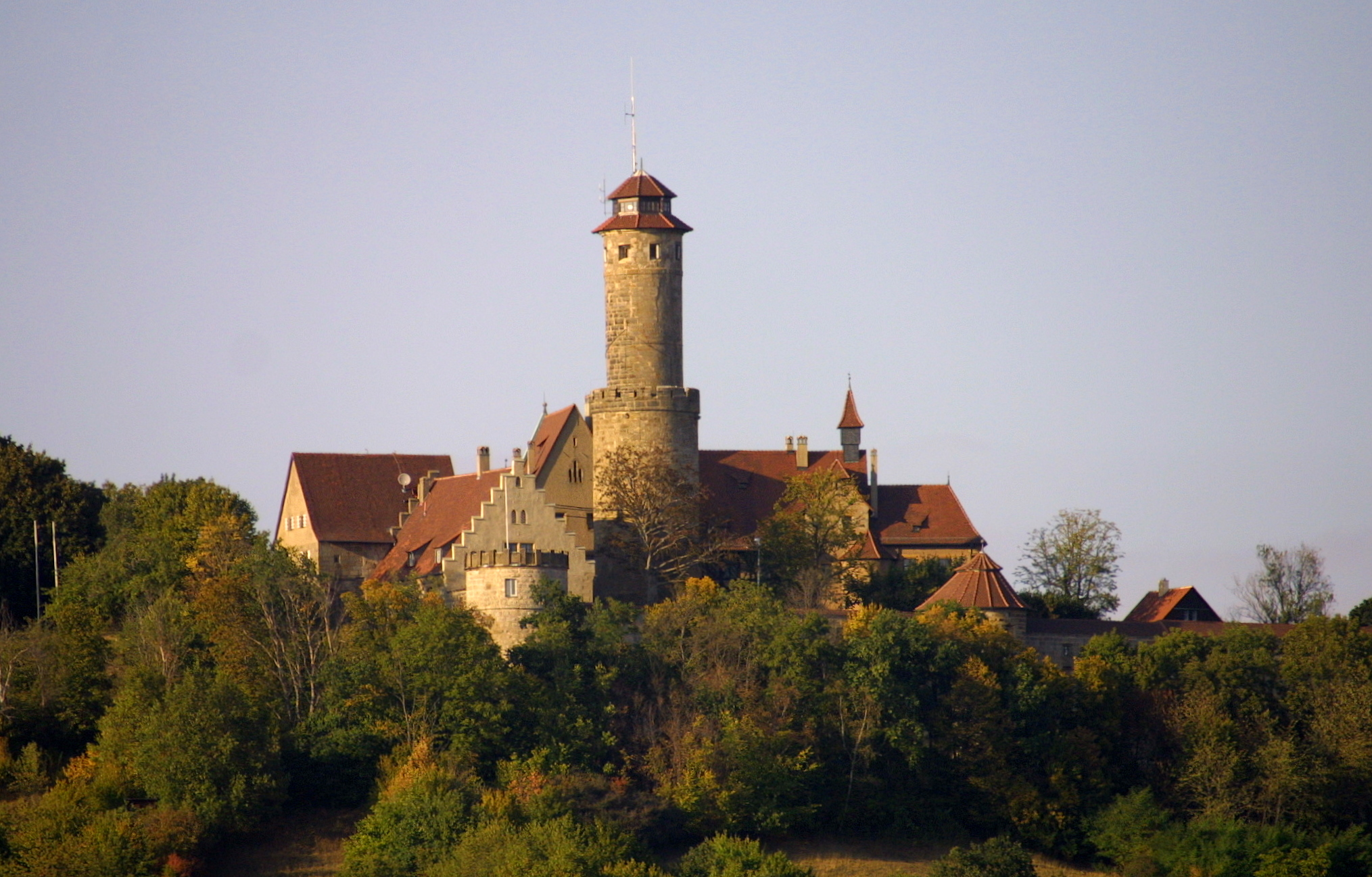
Die Altenburg (Bamberg)

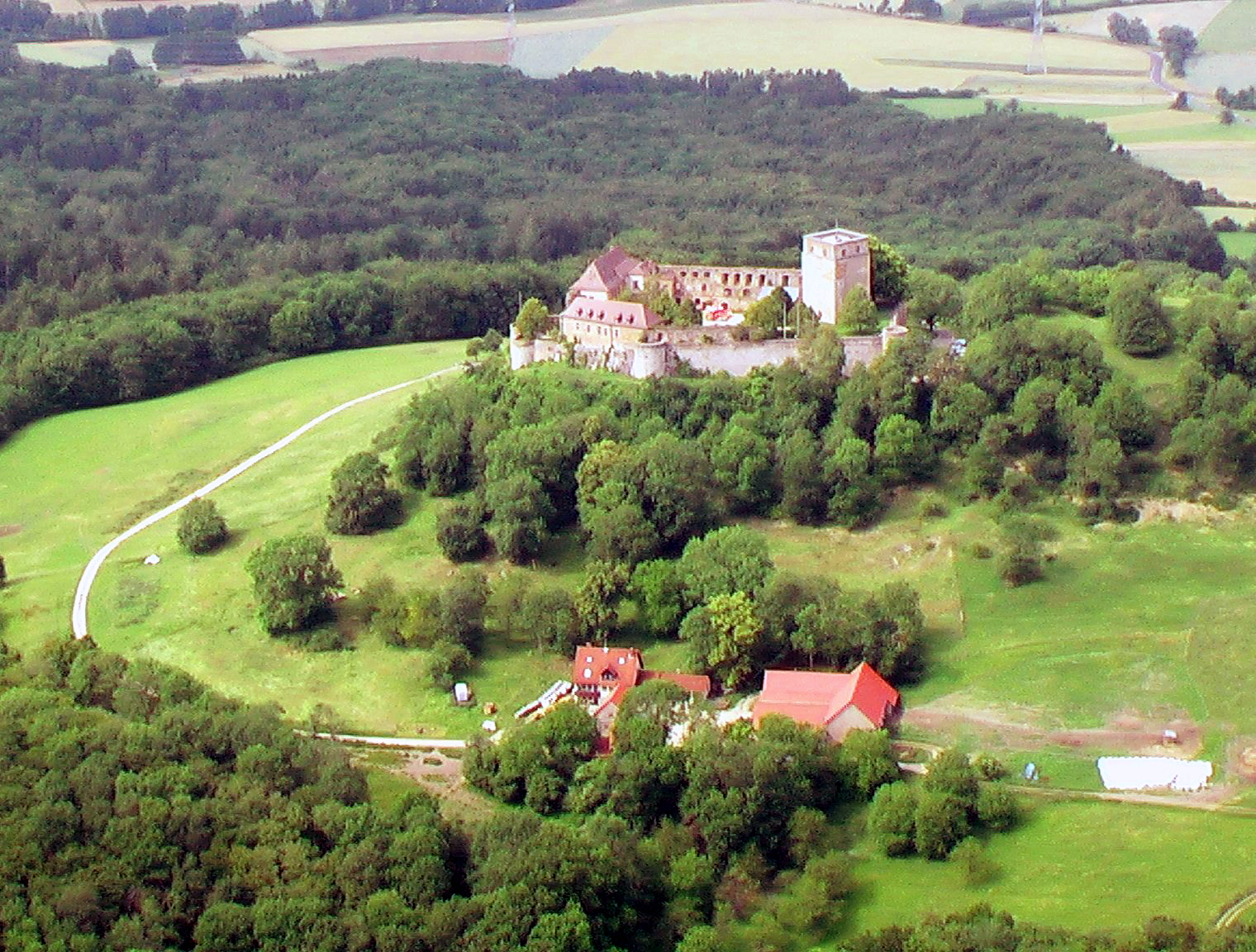
Die Giechburg

Das Hochstift Bamberg war bis zur Säkularisation Anfang des 19. Jahrhunderts der weltliche Herrschaftsbereich des Fürstbischofs von Bamberg, ein geistliches Fürstentum im Heiligen Römischen Reich deutscher Nation.

## Geographie
Das Hochstift umfasste vor der Säkularisation ein Gebiet von 3.580 Quadratkilometern, vorwiegend im fränkischen Raum mit 207.000 Einwohnern, kaum die Hälfte der Bevölkerung, die es vor der Reformation besaß. Von 1007 bis 1759 hatte das Hochstift auch Besitzungen in Kärnten, unter anderem die Städte Villach, Feldkirchen, Wolfsberg und Tarvis sowie das obere Lavanttal, das Kanaltal und die Gegend um Griffen, die die dortigen Alpenpässe von Nord nach Süd kontrollierten.
Ebenso besaß es vom 11. bis 18. Jahrhundert das oberösterreichische Kirchdorf an der Krems. 1675 verzichtete das Hochstift Bamberg auf die Landeshoheit über die Besitzungen in Kärnten und verkaufte diese 1759 an die Habsburger.

## Geschichte

### Gründung des Bistums
Graf Heinrich von Schweinfurt unterstützte den ostfränkischen König Heinrich II. bei der Königswahl 1002 und bekam dafür die Herzogswürde zugesagt. Nach der Wahl löste jedoch Heinrich II. das Versprechen nicht ein. Daraufhin kam es 1003 zur Schweinfurter Fehde. Heinrich von Schweinfurt unterlag und verlor seine dominierende Stellung im heutigen Nordbayern, worauf die Königshöfe Rangau, Volkfeld und Radenzgau den Kern des neuen Bistum Bambergs bildeten, das unmittelbar darauf Heinrich II. stiftete und das 1007 von Papst Johannes XVIII. (1004–1009) bestätigt wurde.
In weltlichen Angelegenheiten stand es unter dem besonderen Schutz des römisch-deutschen Königs, in geistlichen unter dem des Papstes. Von den 62 Bischöfen war der erste der Kanzler Heinrichs II., Eberhard, 1007–1040, der zweite, Suidger, wurde 1046 als Clemens II. Papst. Der sechste, Hermann, förderte die Stiftung der Benediktinerabtei Banz durch die Gräfin Alberada (1071), gründete 1073 das Augustinerstift St. Jakob zu Bamberg, wurde später wegen Simonie und Verschwendung beim Papst angeklagt und 1075 abgesetzt. Sein Nachfolger Rupert († 1102) wurde, weil er sich 1076 auf der Reichsversammlung zu Worms gegen Gregor VII. erklärt hatte, mit dem Bann belegt, später aber losgesprochen und wieder eingesetzt. Der achte Bischof, Otto I. von Mistelbach (1102–1139) war der berühmte Apostel der Pommern 1124, starb 1139 und wurde 1189 heiliggesprochen. Von da an wurden die Bischöfe vom Domkapitel gewählt, obgleich die Kaiser bis 1398 das Ernennungsrecht beanspruchten. Der 15. Bischof, Graf Ekbert von Andechs (1203–1237), war Gegner König Philipps und geriet 1208 in den Verdacht, mit der Ermordung Philipps durch Otto von Wittelsbach einverstanden gewesen zu sein. Er flüchtete zu seinem Schwager, König Andreas von Ungarn, wurde seiner bischöflichen Würde entsetzt, geächtet und erst 1214 wieder eingesetzt. Sein zweiter Nachfolger, Poppo, Sohn des Markgrafen Berchtold III. von Istrien, wurde 1242 wegen Vergeudung der Kirchengüter und anderer Vergehen von Kaiser Friedrich II. entsetzt.

### Entstehung des Hochstifts
Heinrich I. von Bilversheim (1242–1257) erlangte zuerst besondere Hoheitsrechte und von Kaiser Friedrich II. den Titel eines Fürstbischofs. Ab 1251 wurde die Altenburg Bischofssitz. Der 30. Bischof, Lamprecht von Brunn (1374–1398), enger Berater Karls IV. und später Kanzler dessen Sohns König Wenzels des Faulen, führte neue Abgaben ein, namentlich den Bierpfennig, der noch nach Jahrhunderten der Lambertiner hieß. 1390 erwarb er, nach langer Anwartschaft, die Giechburg, welche bis zur Säkularisation im Besitz des Hochstifts blieb. Friedrich III. von Aufseß (1421–1431) legte teils wegen des Hussitenkriegs, teils wegen der Begünstigung der bambergischen Bürger durch den römisch-deutschen König Sigismund 1431 die Regierung nieder und starb 1440. Philipp von Henneberg (1475–1487) errichtete die Alte Hofhaltung an der Stelle der Pfalz Kaiser Heinrichs II., nahm 1476/79 umfangreiche Erweiterungen an der Burg Veldenstein und der Festung Rosenberg vor, vertrieb die Juden aus Bamberg und sammelte große Schätze, die seinem Nachfolger Heinrich III. Groß von Trockau (1487–1501) in dessen Kämpfen gegen den Markgrafen Kasimir von Brandenburg sehr zustattenkamen.

### Zeit der Reformation
Der 39. Bischof, Georg III. Schenk von Limpurg (1505–1522), ließ 1507 durch Johann von Schwarzenberg die berühmte Bamberger Halsgerichtsordnung herausgeben. Sie gab der kirchlichen und staatlichen Gerichtsbarkeit ein verbindliches Regelwerk vor, wie die peinliche Befragung (= Folter) der Angeklagten durchgeführt werden sollte. Da es dadurch möglich wurde, auch die Willkür der Gerichtsorgane zu bestrafen, war die Halsgerichtsordnung ein wesentlicher Fortschritt eines weiterhin die Folter tolerierenden Prozessrechts. Georg III. war ein vertrauter Ratgeber Kaiser Maximilians I., besonders 1518 auf dem Reichstag zu Augsburg, korrespondierte mit berühmten Gelehrten, selbst mit Martin Luther, und verbot die Bekanntmachung der päpstlichen Bulle gegen ihn in seinem Gebiet.
1552/53 besetzte Markgraf Albrecht Alcibiades von Brandenburg-Kulmbach einen erheblichen Teil des Hochstifts Bamberg, darunter Niesten, Burgkunstadt und später auch Lichtenfels und setzte dort evangelische Geistliche ein. Die Festung Forchheim wurde vom Hochstift Bamberg nach der Besetzung der Stadt Forchheim im Zweiten Markgrafenkrieg (1552) angelegt. Der 46. Bischof, Ernst von Mengersdorf (1583–1591), gründete 1586 das ernestinische Priesterhaus und das Gymnasium illustre und erbaute das Residenzschloss Geyerswörth. Fürstbischof Neidhardt von Thüngen (1591–1598), vorher Dompropst in Würzburg, versuchte in Übereinstimmung mit dem dortigen Fürstbischof Julius Echter die teilweise gewaltsame Rekatholisierung seiner Gebiete. Unter dem duldsameren Fürstbischof Johann Philipp von Gebsattel verliefen diese Bemühungen allerdings wieder im Sande. Johann Gottfried I. von Aschhausen (1609–22) rief 1610 die Jesuiten nach Bamberg und setzte unter Einsatz militärischer Gewalt die Gegenreformation durch. Er wurde 1617 auch Fürstbischof von Würzburg. Johann Georg II. Fuchs von Dornheim (1623–1633) verfolgte gleichfalls die Protestanten. Unter seiner Herrschaft kam es zu einer Welle der Hexenverfolgung in Bamberg. Zwischen 1626 und 1630 wurde dabei der gesamte Stadtrat Bambergs hingerichtet. Auf dem Regensburger Kurfürstentag 1630 wurden daraufhin die Herausgabe der Akten und die Einhaltung der reichsüblichen Rechtsregeln verlangt. Dornheim floh 1631 vor den Schweden nach Kärnten, wo er an einem Schlaganfall starb. Auch sein Nachfolger Franz von Hatzfeld (1633–1642), zugleich Fürstbischof von Würzburg, musste fliehen; Herzog Bernhard von Weimar bemächtigte sich des Landes und wollte aus den beiden Fürstentümern Bamberg und Würzburg ein Herzogtum Franken bilden, was sein früher Tod vereitelte. Bamberg und Würzburg fielen 1634 wieder Bischof Franz von Hatzfeld zu. Die Reformation hinterließ dennoch tiefe Spuren im Land: Von 190 Pfarrkirchen fielen im Laufe des 16. Jahrhunderts 105 mit den meisten Filialkirchen dem Protestantismus zu, 1648 standen für 110 Pfarreien noch 64 Priester zur Verfügung. Zur Hebung der Bildung verwandelte Hatzfelds Nachfolger Melchior Otto Voit von Salzburg (1642–1653) 1648 das Gymnasium illustre in eine Universität.

### Hexenverfolgung im Hochstift Bamberg
Bamberg war in der Zeit von 1595 bis 1633 ein Kerngebiet der Hexenverfolgung. In der Zeit der Hexenprozesse nahmen unter der Regentschaft der Fürstbischöfe von Bamberg Johann Gottfried I. von Aschhausen (1609–1622) und seinem Nachfolger Johann Georg II. Fuchs von Dornheim (1623–1633) die Hexenverfolgungen in Bamberg große Ausmaße an. Ähnlich massive Verfolgungen lassen sich in Süddeutschland nur in den Hexenprozessserien der Hochstifte Würzburg und Eichstätt sowie in Kurmainz und Ellwangen nachweisen.

Bei den Verfolgungswellen 1612/1613 und 1617/1618 starben im Hochstift Bamberg 300 Personen in den Flammen der Scheiterhaufen. Allein 1617 wurden 102 Menschen im Hochstift in Hexenprozessen hingerichtet. Bekannteste Opfer waren z. B. Dorothea Flock und der Bürgermeister Johannes Junius, die im August 1628 im Hexengefängnis Drudenhaus gefoltert wurden. Im Jahre 1629 erschien ein zeitgenössisches Hexentraktat. Darin heißt es: 

„Kurtzer und wahrhafftiger Bericht und erschreckliche Neue Zeitung Von sechshundert Hexen, Zauberern und Teuffels-Bannern; welche der Bischoff zu Bamberg hat verbrennen lassen / was sie in guetlicher und peinlicher Frage bekannt.“

Im Hochstift Bamberg fanden zwischen 1625 und 1630 allein 236 Verbrennungen statt. Insgesamt geht die Zahl der getöteten Menschen laut Quellenforschung der Stadt Bamberg an die 900.

### Neuzeit

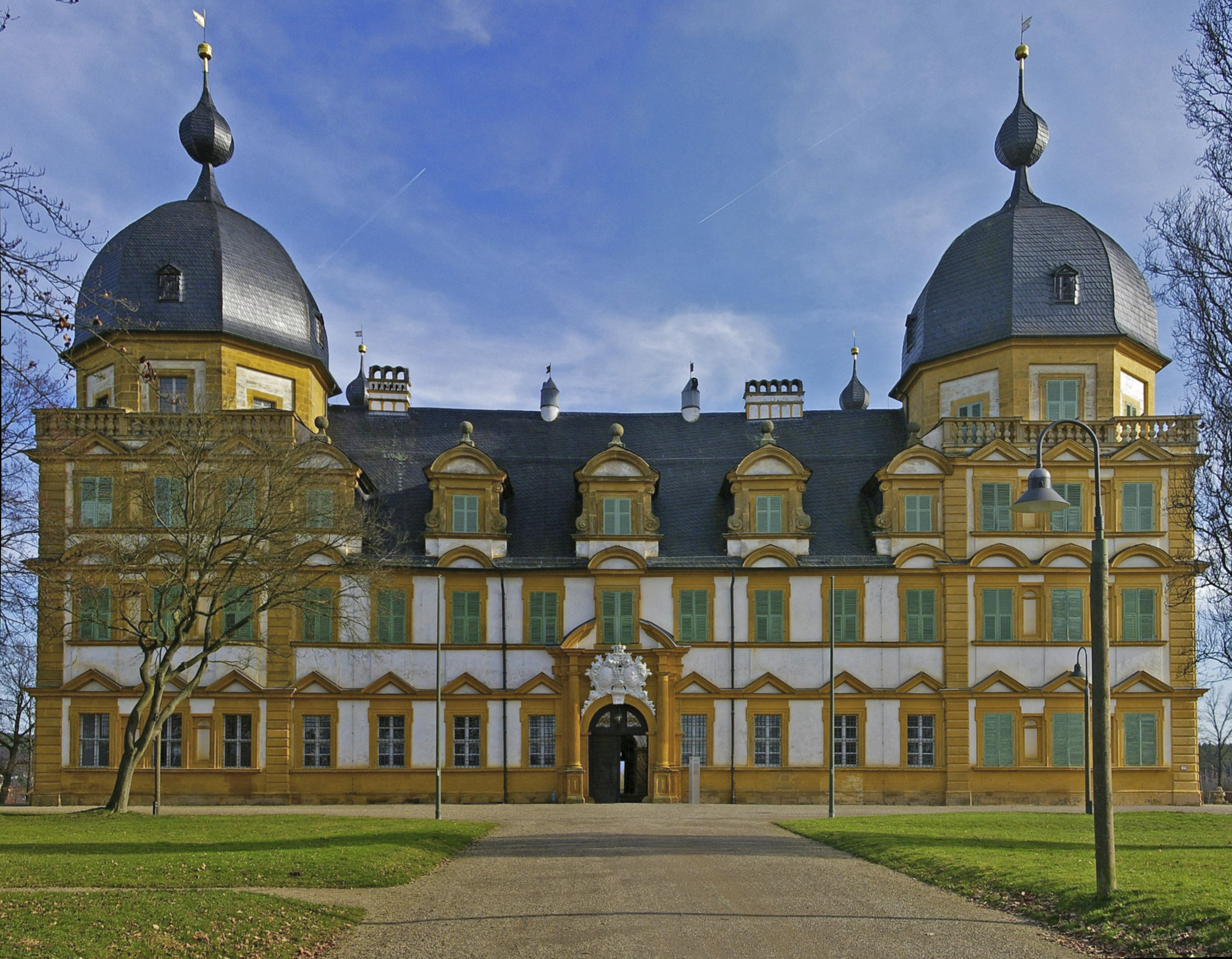
Schloss Seehof

Schloss Seehof entstand als Sommerresidenz im Auftrag des Fürstbischofs Marquard Sebastian Schenk von Stauffenberg zwischen 1687 und 1696. Die Neue Residenz wurde unter Johann Philipp von Gebsattel ab 1602 im Renaissancestil begonnen und zwischen 1697 und 1703 unter Fürstbischof Lothar Franz von Schönborn (1693–1729) mit Hilfe von Leonhard Dientzenhofer vollendet. Lothar Franz, zugleich Koadjutor und Erzbischof von Mainz, leistete in den Kriegen jener Zeit Österreich wichtige Dienste gegen Frankreich, erbaute 1711–1719 die Schlösser Pommersfelden und Gaibach und versah sie mit Gemäldegalerien. Friedrich Karl von Schönborn (1729–1746), zugleich Fürstbischof von Würzburg, gab der Universität 1735 eine medizinische und juristische Fakultät. 1759 wurden die ausgedehnten Besitzungen in Kärnten (siehe oben Abschnitt Geographie) für eine Million Gulden an die Habsburger verkauft. Grund hierfür waren enorme Kriegslasten aus dem Siebenjährigen Krieg, in dem sich das Bamberger Bistum mit Österreich gegen Preußen verbündet hatte. In diesem Krieg wurde Bamberg dreimal von plündernden preußischen Soldaten heimgesucht mit der Erpressung ungeheuer hoher Geldsummen.

### Untergang durch bayerische Annexion
Der letzte Fürstbischof von Bamberg, Christoph Franz von Buseck (1795–1805), floh 1796 vor den Franzosen nach Prag und 1799 nach Saalfeld. Nach seiner zweiten Rückkehr ließ er 1800 seinen Neffen, den Fürstbischof Georg Karl von Fechenbach zu Würzburg, zum Koadjutor und Nachfolger bestellen. Aber schon Anfang September 1802 wurde das Hochstift durch bayerische Truppen besetzt, am 6. September 1802 marschierten bayerische Soldaten in der Residenzstadt Bamberg ein. In seinem Besitzergreifungspatent vom 22. November 1802 stellte der bayerische Kurfürst Maximilian IV. Joseph fest, dass er als Entschädigung für verlorene links-rheinische Gebiete mehrere Territorien im Fränkischen Reichskreis in Besitz nehme. Dazu wurde Johann Wilhelm von Hompesch zu Bolheim von Maximilian IV. Joseph als „General-Commissär“ beauftragt, den Übergang der Bayern zufallenden fränkischen Hochstifte und Reichsstädte vorzubereiten.
Am 29. September 1802 legte Fürstbischof Christoph Franz von Buseck seine Herrschaft nieder und entband Beamte und Untertanen von ihren Eiden. Die laufenden Geschäfte in Bamberg übernahm eine „subdelegirte Civilkommission“ unter Franz Wilhelm von Asbeck. Diese ließ in jedem Ort des Hochstifts das Besitzergreifungspatent vom 22. November 1802 anschlagen. Mit Wirkung vom 10. Dezember 1802 verfügte die subdelegierte Zivilkommission die Auflösung der fürstbischöflichen Hofhaltung. Am 14. Januar 1803 vereinbarten Asbeck und Christoph Franz von Buseck, dass Buseck Räumlichkeiten in der Bamberger Residenz sowie Schloss Seehof einschließlich des erforderlichen Inventars zugestanden werden, darüber hinaus auch die gewünschten Pferde und Wagen, Holz, Wein sowie eine jährliche Zahlung in Höhe von 50.000 Gulden. Am 25. Februar 1803 stimmte der Reichstag in Regensburg dem Reichsdeputationshauptschluss zu, durch den unter anderem auch die Annexion des Hochstifts Bamberg durch Bayern nachträglich gebilligt wurde:

„§ 2. Dem Kurfürsten von Pfalz-Baiern für die Rheinpfalz, die Herzogthümer Zweibrücken, Simmern und Jülich, die Fürstenthümer Lautern und Veldenz, das Marquisat Bergopzoom, die Herrschaft Ravenstein, und die übrigen in Belgien und im Elsaß gelegenen Herrschaften; das Bisthum Wirzburg unter den hernach vorkommenden Ausnahmen; die Bisthümer Bamberg, Freisingen, Augsburg, und das von Passau; (…).“

### Folgen der Annexion durch Kurpfalz-Bayern
Bereits im Frühjahr 1802 entsandte der bayerische Außenminister Maximilian von Montgelas den Generalstabsoffizier Karl Roger von Ribaupierre in die Reichsstädte und Residenzen Frankens und Schwabens, damit dieser unter anderem Informationen über den wirtschaftlichen Nutzen einer Annexion der betreffenden Gebiete lieferte. In einem noch vor der Annexion des Hochstifts Bamberg an das bayerische Außenministerium gesandten Schreiben vom 22. August 1802 heißt es, „daß auch in diesem Lande (Bamberg) die Kirchenschätze beträchtlich seyen.“
Nach der Annexion des Hochstifts machte sich die neue Obrigkeit daran, das kulturelle Erbe des Hochstifts Bamberg materiell zu verwerten. Noch am Tag der Abdankung des Fürstbischofs Buseck ordnete die von Asbeck geleitete subdelegierte Zivilkommission an, dass die Archive und Kassen der bambergischen Stifte und Klöster zu versiegeln sind und eine Inventur über sämtlichen Besitz vorzunehmen ist. Der bewegliche Besitz – Nutztiere, Weinbestände, Einrichtungsgegenstände, Geschirr, Gemälde, Paramente, Liturgisches Gerät usw. – wurde in den folgenden Monaten verkauft, zum Teil aber auch unentgeltlich abgegeben. Die umfangreiche Bibliothek des Klosters Banz wurde beispielsweise zum größten Teil versteigert. Das von den bambergischen Stiften und Klöstern eingelieferte Gold und Silber war auf Anweisung des bayerischen Kurfürsten zum Vermünzen nach München zu bringen. An den Sakralgegenständen vorhandene Perlen und Edelsteine wurden abgenommen, von den Edelmetallen getrennt und separat verwertet. Gegenstände wie Monstranzen, Kelche, Leuchter, und Kruzifixe wurden dabei zerstört. Besondere Einzelstücke, wie zum Beispiel die aus dem Bamberger Domschatz stammende Heinrichskrone, wurden zuvor ausgesondert und gingen in den Hausschatz der Wittelsbacher über. Die Münzsammlung des Klosters Michelsberg wurde nach München gebracht und stellt heute einen beträchtlichen Teil der staatlichen Münzsammlung dar.
Schließlich wurden auch aus kirchlichem Besitz stammende Grundstücke, Höfe, Felder und Wiesen verkauft. Die ihrer Ausstattung beraubten kirchlichen Gebäude wurden zum Teil einer anderen Nutzung zugeführt – so etwa das Karmelitenkloster Bamberg –, zum Teil als nutzlos erachtet und zerstört. 1805 wurden in Bamberg die Untere Pfarre (Alt-St. Martin), ehemals auf dem heutigen Maximiliansplatz gelegen, und 1810 die St.-Anna-Kirche, Klosterkirche der Franziskaner auf der Schranne, abgerissen.
Nachfolger Busecks als Bischof wurde nach dessen Tod 1805 Georg Karl von Fechenbach. Im Jahr 1818, bei der Neueinteilung der kirchlichen Sprengel nach der Säkularisation wurde Bamberg Sitz eines Erzbischofs mit den Suffraganbistümern Eichstätt, Speyer und Würzburg.
Der Gebrauch des Titels Fürst(erz)bischof sowie die Verwendung der damit verbundenen weltlichen Würdezeichen (wie Fürstenhut und -mantel) wurde 1951 durch Papst Pius XII. auch formell abgeschafft.

## Bamberger Bischöfe (Auswahl)

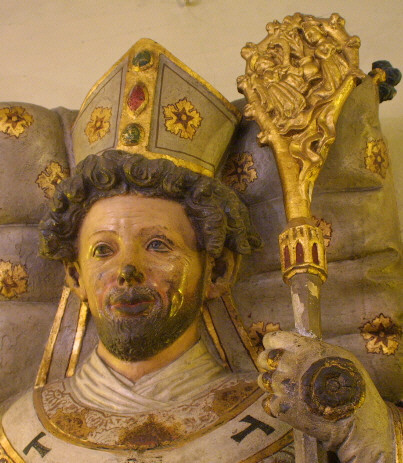
Otto der Heilige

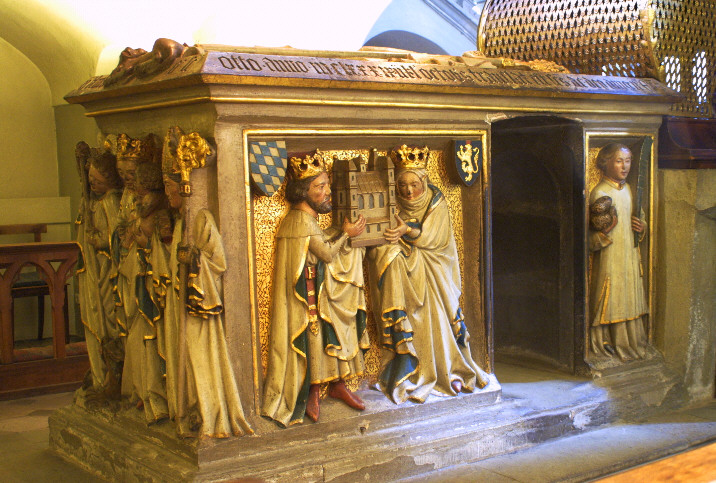
Grab des Heiligen Otto in der Michelskirche in Bamberg

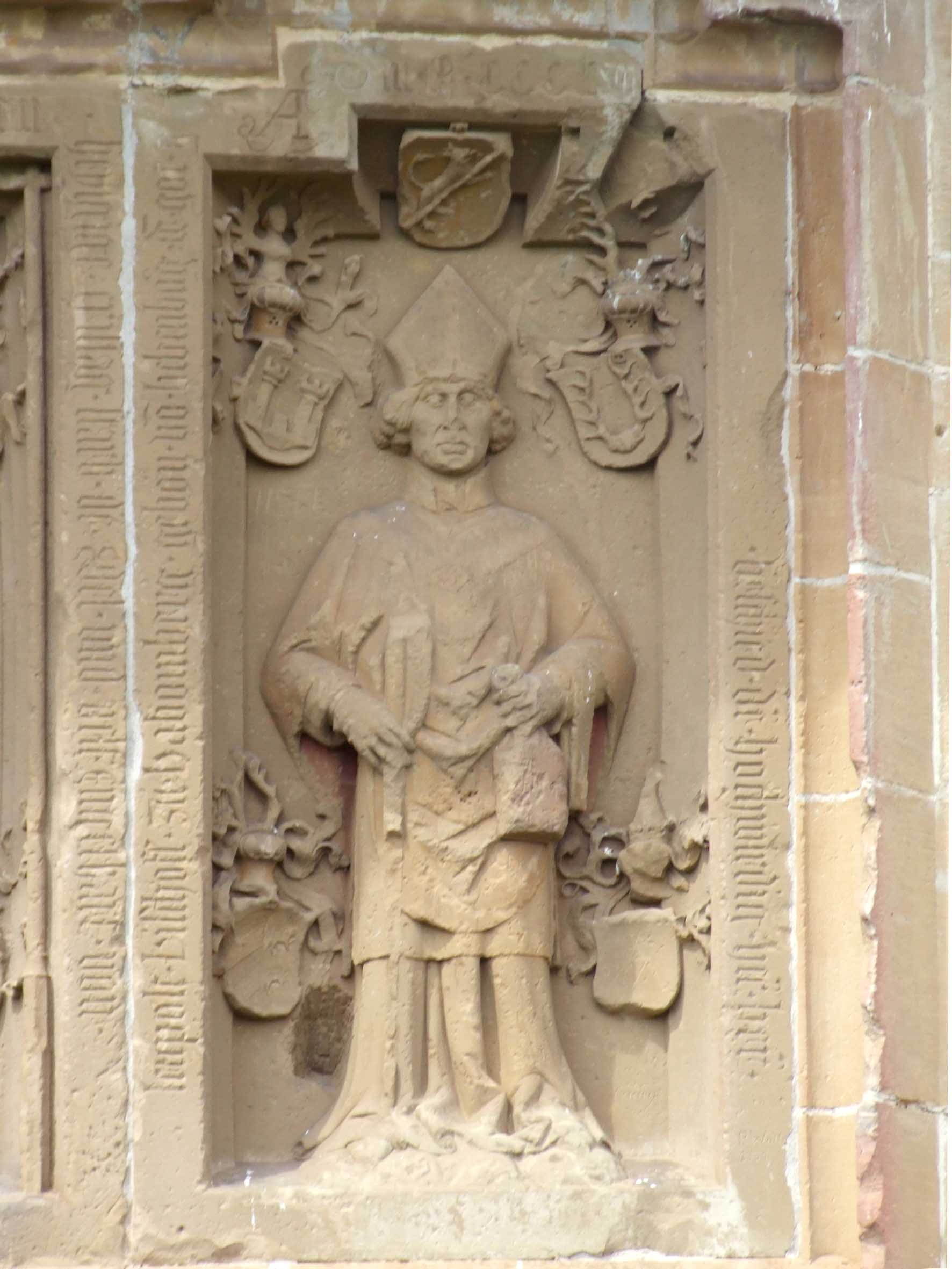
Epitaph des Lupold von Bebenburg an der Anhäuser Mauer

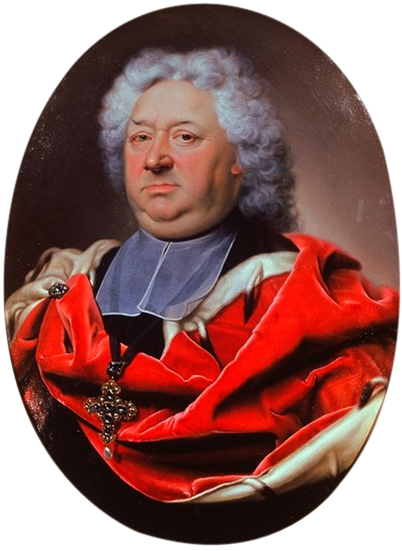
Lothar Franz von Schönborn, Bildnis von Christian Schilbach, 1715

- Der 1. Bischof von Bamberg war Eberhard, der Kanzler Heinrichs II. (1007–1040).
- Der 2. Bischof von Bamberg, Suidger, wurde nach dem Willen Kaiser Heinrichs III. am 24. Dezember 1046 von der römischen Geistlichkeit und dem Volk von Rom zum Papst gewählt. Er nahm den Namen Clemens II. an. Schon am 9. Oktober 1047 starb er. Seinem Willen entsprechend wurde er in seinem geliebten Bamberg beigesetzt. Er ist der einzige Papst, der nördlich der Alpen, im Bamberger Dom, begraben ist.
- Sein Nachfolger Rupert († 1102) wurde, weil er sich 1076 auf der Reichsversammlung zu Worms gegen Papst Gregor VII. erklärte, mit dem Bann belegt, später aber losgesprochen und wieder eingesetzt.
- Der 8. Bischof, Otto II. von Mistelbach, wurde der berühmte Apostel der Pommern 1124, starb 1139 und wurde 1189 heiliggesprochen.

Von da an wurden die Bischöfe vom Domkapitel gewählt, obgleich die Kaiser bis 1398 das Ernennungsrecht beanspruchten.
- Der 15. Bischof, Graf Ekbert von Andechs (1203–1237), war Gegner König Philipps und kam 1208 in Verdacht, mit Otto VIII. von Wittelsbach bei der Ermordung Philipps einverstanden gewesen zu sein. Er flüchtete zu seinem Schwager, König Andreas von Ungarn, wurde seiner bischöflichen Würde enthoben, geächtet und erst 1214 wieder eingesetzt.
- Sein zweiter Nachfolger, Poppo, Sohn des Markgrafen Berchtold III. von Istrien, wurde 1242 wegen Vergeudung der Kirchengüter und anderer Vergehen vom Kaiser Friedrich II. abgesetzt.
- Der 18. Bischof, Heinrich von Schmiedefeld (1242–1257), erlangte zuerst besondere Hoheitsrechte und von Kaiser Friedrich II. den Titel eines Fürstbischofs.
- Der 27. Bischof Lupold/Leopold III. von Bebenburg (1353–1363) war ein bedeutender Rechtsgelehrter.
- Der 30. Bischof, Lamprecht von Brunn (1374–1398), Kanzler des Kaisers, führte neue Abgaben ein, namentlich den Bierpfennig, der noch nach Jahrhunderten der Lambertiner hieß.
- Friedrich III. von Aufseß (1421–1431) legte teils wegen des Hussitenkriegs, teils wegen der Begünstigung der Bamberger Bürger durch Kaiser Sigismund 1431 die Regierung nieder und starb 1440.
- Unter dessen Nachfolger Anton von Rotenhan (1431–1459) nahmen die Auseinandersetzungen mit den Bamberger Bürgern zu, in die nun neben Kaiser Sigismund auch das Konzil von Basel involviert wurde.
- Philipp Graf von Henneberg (1475–1487), vertrieb die Juden aus Bamberg und sammelte große Schätze, die seinem Nachfolger
- Heinrich III. Groß von Trockau (1487–1501), in seinen Kämpfen gegen den Markgrafen Kasimir von Brandenburg sehr zustattenkamen.
- Der 39. Bischof, Georg III. Schenk von Limpurg (1505–1522), ließ 1507 durch Johann von Schwarzenberg die berühmte Bamberger Halsgerichtsordnung herausgeben, er verbot die Bekanntmachung der päpstlichen Bulle gegen Martin Luther.
- Der 46. Bischof, Ernst von Mengersdorf (1583–1591), gründete 1586 das ernestinische Priesterhaus und das Gymnasium illustre und erbaute das Residenzschloss Geyerswörth.
- Johann Gottfried I. von Aschhausen (1609–1622) rief 1610 die Jesuiten nach Bamberg, verfolgte die Protestanten und wurde 1617 zusätzlich Fürstbischof des Hochstifts Würzburg. Unter seiner Regentschaft nahmen die Hexenverfolgungen in Bamberg große Ausmaße an. Stifter eines Ehehaltenhauses (Altersheim für Dienstboten). Für diese Stiftung ließ er das Haus Oberer Stephansberg 1 – Haus zum goldenen Wappen – erbauen.
- Johann Georg II. Fuchs von Dornheim (1623–1633), verfolgte die Protestanten und floh 1631 vor den Schweden nach Kärnten, wo er starb. Er ließ viele Menschen im Hexengefängnis Drudenhaus foltern und als Hexen verbrennen.
- Auch Franz von Hatzfeld (1633–1642), zugleich Fürstbischof von Würzburg, musste flüchten; Herzog Bernhard von Sachsen-Weimar bemächtigte sich des Landes und wollte aus den beiden Fürstentümern Bamberg und Würzburg ein Herzogtum Franken bilden, was sein früher Tod vereitelte.
- Melchior Otto Voit von Salzburg (1642–1653), verwandelte 1648 das Gymnasium illustre in eine Universität, die heutige Otto-Friedrich-Universität. Er setzte sich anders als seine Vorgänger für einen Frieden mit den Protestanten ein und erhielt dafür von den Kaiserlichen den Beinamen Lutherischer Bischof.
- Lothar Franz Graf von Schönborn (1693–1729), zugleich Koadjutor und Erzbischof von Mainz, leistete in den Kriegen jener Zeit Österreich wichtige Dienste gegen Frankreich, erbaute von 1702 an die Neue Residenz in Bamberg, 1711–1719 die Schlösser Pommersfelden und Gaibach und versah sie mit Gemäldegalerien.
- Friedrich Carl Graf von Schönborn (1729–1746), zugleich Fürstbischof von Würzburg, gab der Universität 1735 eine medizinische und juristische Fakultät.
- Der letzte Fürstbischof von Bamberg, Christoph Franz von Buseck (1795–1805), floh 1796 vor den Franzosen nach Prag und 1799 nach Saalfeld. Nach seiner zweiten Rückkehr ließ er (1800) seinen Neffen, den
- Fürstbischof Georg Karl von Fechenbach zu Würzburg, zum Koadjutor und Nachfolger bestellen. Aber schon 1802 wurde das Hochstift säkularisiert und dem Kurfürsten von Bayern übergeben.

Infolge des Konkordats von 1817 trat später an die Stelle des Bischofs von Bamberg ein Erzbischof, dessen Diözese den nördlichen Teil von Bayern umfasst, und welchem die Bischöfe von Würzburg, Eichstätt und Speyer untergeordnet sind.

## Weltliche Verwaltung

### Hofämter
Auch im Hochstift Bamberg bestanden die vier klassischen Hofämter, die in lokalen Adelsfamilien erblich waren. Diese bestanden bis zum Ende des Hochstifts 1802 fort, sanken aber im 17. Jahrhundert zu Sinekure herab. Im 13. bis 15. Jahrhundert trugen die Bamberger Bischöfe den höchsten Fürsten des Reiches diese Funktionen als bambergisches Lehen auf: Obertruchsess wurde der Kurfürst der Pfalz, Oberschenk der König von Böhmen, Marschall der König von Sachsen und Kämmerer der Kurfürst von Brandenburg. Diese nahmen die Würden selbst nicht wahr, sondern belehnten ihrerseits lokale Adelsfamilien als Afterlehen.
Das Amt des Bamberger Erbuntertruchsesses hatte zunächst die Familie Truchseß von Pommersfelden inne. 1710 starb sie im Mannesstamm aus und fiel damit als erledigtes Lehen an den Kurfürsten von Bayern zurück, der 1628 mit der Kurwürde auch das Obertruchsessenamt von der Pfalz übernommen hatte. Dieser war aber aufgrund seiner Rolle im Spanischen Erbfolgekrieg geächtet und seiner Kur für verlustig erklärt. Fürstbischof Lothar Franz von Schönborn nutzte die Gelegenheit und vergab das Amt an Christoph Heinrich von Schönfeld. Dies wurde von der Oberpfälzer Regierung in Amberg auch akzeptiert, kam jedoch nicht zum Tragen, da die Familie von Schönfeld die Lehenstaxe nicht zahlte. Nach dem Krieg erfolgte am 21. Januar 1721 die Belehnung von Heinrich Karl von Bibra durch den Kurfürsten von Bayern. Das Amt blieb bis zum Ende des Hochstifts im Besitz der Familie Bibra.
Das Bamberger Unterschenkenamt hatte 1190 bis 1322 die Familie Rotenhan inne. Wolfram Schenk von Rotenhan wurde 1323 wegen Meineides vom König seiner Lehen verlustig erklärt. Daraufhin verlieh der Bischof das Amt der Familie Aufseß. Gemäß deren Hausvertrag nahm der Senior der Familie das Amt bis 1802 wahr.
Seit 1453 waren die Rotenhan zu Rentweinsdorf Erbunterkämmerer des Hochstifts Bamberg und blieben dies bis 1802. Erbuntermarschälle waren zunächst die Kunstadt, die sich dann Marschall von Kunstadt nannten und dann die Marschälle von Ebnet aus dem gleichen Geschlecht und zuletzt die Marschalk von Ostheim.

### Hofstaat
Das höchste Amt im Bamberger Hofstaat war das des Obersthofmeisters. Diesem unterstanden die Kämmerer, Hofkavaliere und die Ehrenhofchargen. Dieses Amt war primär repräsentativ. Für den größten Teil des Hofpersonals (darunter Küche, Gärtnerei, Musik, Bauwesen) war der Obermarschall zuständig. Daneben gab es die Funktion des Reisemarschalls, des Oberstallmeisters und des Oberjägermeisters.

### Zentralbehörden
An der Spitze der Verwaltung stand der Fürstbischof als Landesherr, darunter existierten verschiedene Behörden, deren leitende Beamte den Titel eines Rates trugen. Im 16. und 17. Jahrhundert bildete die Versammlung der Räte, die sich in der Hauptstadt befand, den Hofrat. Dieser war für die allgemeine Landesverwaltung zuständig und diente als Appellationsgericht. Im 18. Jahrhundert trat die Staatskonferenz an seine Stelle. Die Spitze des Gremiums war der Hofrats- bzw. Staatskonferenzpräsident. Daneben bestand die Kanzlei unter der Leitung des Kanzlers. Diese war für die Schreibarbeiten der Verwaltung und das Archiv zuständig.
Für die Finanzverwaltung bestanden zwei Zentralverwaltungen: die Hofkammer und die Obereinnahme. Die Hofkammer wurde bis 1683 von einem bürgerlichen Kammermeister geleitet. Danach stand ein adliger Präsident aus den Domkapitel der Hofkammer vor. Der Hofkammer war das Hofkammerzahlamt nachgeordnet, das für die Auszahlungen zuständig war und der Rentmeister, der die aus den Kastenämtern, Forstämtern, Kammergütern und Zolleinnehmern eingehenden Zahlungen kontrollierte. Die Verwaltung der landesherrlichen Kammergüter um Hallstadt war in einem gesonderten Kammeramt in der Hauptstadt zusammengefasst. Das Hofkastenamt in Bamberg war die Sammelstelle der Naturalienabgaben aus den Ämtern und stand den übrigen Kastenämtern gleich.
Die Obereinnahme wurde 1588 als Finanz- und Schuldentilgungskasse gegründet. Es war ursprünglich eine gemeinsame Behörde der Landstände des Hochstifts Bamberg und des Landesherren. Die eingenommenen Mittel wurden primär für die Finanzierung des bambergischen Militärs genutzt. Die Ausgaben der Oberverwaltung wurden durch sechs Obereinnehmer überwacht. Jeweils zwei davon benannten der Bischof, das Domkapitel und die Landstände. Die Obereinnahme erhielt ihre Einnahmen aus den Steuerämtern. Für die Einnahme der Akzise wurde 1678 das Oberakziseamt eingerichtet und der Obereinnahme nachgeordnet. Für die Ausgabenseite bestanden das Obereinnahmezahlamt, das Extra-Bauamt und die Verwaltungen der Festungen und Zeughäuser.

### Ämter
Seit dem Mittelalter war das Hochstift in Ämter eingeteilt, die von adeligen Amtmännern verwaltet wurden. Als im Laufe des 16. Jahrhunderts sich die Verwaltungsaufgaben vergrößerten und vermehrt bürgerlichen Juristen anvertraut wurden, entwickelten sich die Ämter in Oberämter, denen neue, kleinere Ämter unterstellt wurden. Zur Abgrenzung von Ober-, Zent-, Steuer- und Kastenämter wurden diese auch als Vogteiämter bezeichnet. Auch wenn die Oberamtleute weiterhin aus dem Adel bestellt wurden, lag die Macht bei den bürgerlichen Amtleuten.
Im späten 18. Jahrhundert bestand das Hochstift Bamberg aus 18 Oberämtern mit 33 unterstellten Vogteiämtern, dazu noch 9, die keinem Oberamt unterstellt waren, sowie 12 mittelbaren Ämtern:
1. Keinem Oberamt zugeordnet waren das Vizedomamt Bamberg, die Zentämter Bechhofen, Hallstadt, Herzogenaurach, Memmelsdorf, Oberscheinfeld, Schlüsselau und Zapfendorf sowie die Exklave Fürth am Berg
2. Oberamt Baunach: Vogteiamt Baunach
3. Oberamt Burgebrach: Vogteiämter Burgebrach und Schönbrunn (aus Burgebrach verwaltet)
4. Oberamt Ebermannstadt (Personalunion mit Marloffstein):  Vogteiamt Ebermannstadt
5. Oberamt Eggolsheim: Vogteiamt Eggolsheim
6. Oberamt Forchheim: Vogteiamt Forchheim
7. Oberamt Höchstadt: Vogteiämter Höchstadt und Wachenroth (aus Höchstadt verwaltet)
8. Oberamt Kronach: Vogteiämter Kronach, Nordhalben und Wallenfels
9. Oberamt Kupferberg: Vogteiämter Kupferberg (aus Marktschorgast verwaltet), Marktschorgast, Enchenreuth, Stadtsteinach und Wartenfels
10. Oberamt Lichtenfels: Vogteiamt Lichtenfels
11. Oberamt Marloffstein und Neunkirchen: Vogteiämter Neunkirchen und Regensberg (aus Neunkirchen verwaltet)
12. Oberamt Neuhaus: Vogteiamt Neuhaus
13. Oberamt Pottenstein: Vogteiämter Pottenstein, Gößweinstein, Leienfels (aus Pottenstein verwaltet) und Wolfsberg (aus Gößweinstein verwaltet)
14. Oberamt Scheßlitz: Vogteiamt Scheßlitz
15. Oberamt Teuschnitz: Vogteiämter Teuschnitz (aus Rothenkirchen verwaltet) und Rothenkirchen
16. Oberamt Vilseck: Vogteiamt Vilseck
17. Oberamt Waischenfeld: Vogteiämter Waischenfeld und Hollfeld
18. Oberamt Weismain: Vogteiämter Weismain und Burgkunstadt
19. Oberamt Zeil: Vogteiamt Zeil
20. Die mittelbaren Ämter unterstanden nicht dem Bischof, sondern
  1. dem Dompropst: Dompropsteiämter Büchenbach, Burgellern, Döringstadt, Fürth und Maineck,
  2. dem Domkapitel: Domkapitel'sches Amt Staffelstein,
  3. der Abtei Banz: Klosterämter Banz und Gleusdorf,
  4. der Abtei Langheim: Klosterämter Langheim und Tambach,
  5. der Abtei Michelsberg: Klosterämter Gremsdorf und Rattelsdorf.

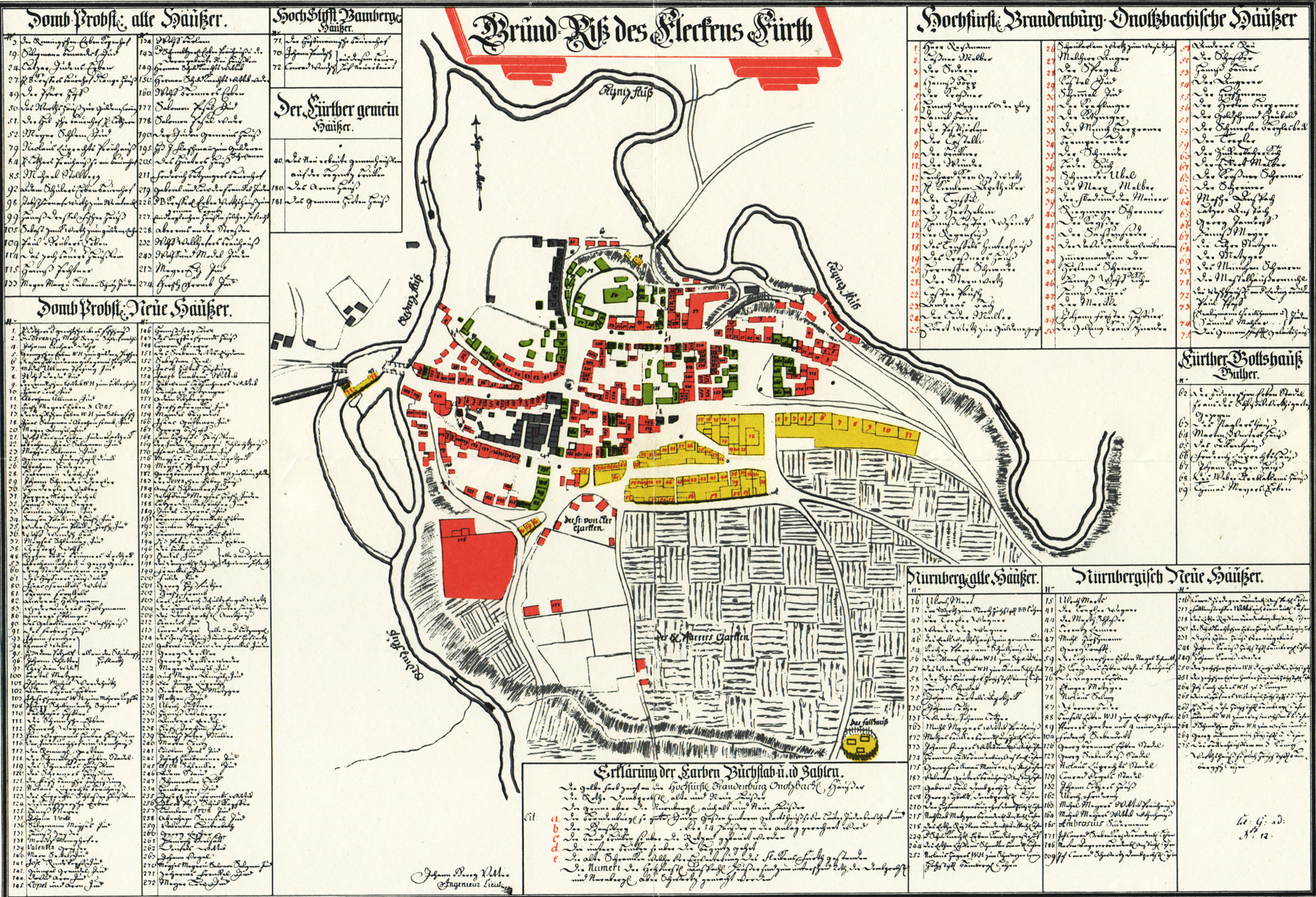
Karte von Fürth, 1717. Die rot markierten Häuser unterstehen der Bamberger Dompropstei.

#### Amt Schlüsselau mit Verwaltung Frensdorf
Das 1260 durch die Edelherrn von Schlüsselberg gestiftete Hauskloster, das adelige Zisterzienserinnenkloster Schlüsselau, wurde von der Stifterfamilie neben umfangreichen Grundbesitz auch mit eigener Hochgerichtsbarkeit ausgestattet. Nachdem ein Teil – der Ort Schnaid – vom schlüsselbergischen Eigen in den 1330er Jahren in bambergischen Besitz überging, übertrug sich die Halsgerichtsbarkeit auf das Kloster. Nach dem Zweiten Markgrafenkrieg überließ die letzte Äbtissin des Klosters gegen eine Leibrente diesen Besitz dem Hochstift Bamberg, welches dann dort das Amt Schlüsselau einrichtete.
Im Jahr 1728 starb das Geschlecht der Marschalk von Ebneth aus, das ihnen gehörende Rittergut Frensdorf fiel mit seinen Appertinenzen an das Hochstift Bamberg. Daraus entstand die Verwaltung Frensdorf und wurde mit dem Amt Schlüsselau zusammengelegt. Bis das Hochstift Bamberg im Kurfürstentum Baiern aufging, besaß die Verwaltung ein eigenes Vogtei- und ein Steueramt, beide mit Sitz in Frensdorf. Mit der Centgerichtsbarkeit unterstand das Amt Schlüsselau überwiegend dem Centamt Zentbechhofen, jedoch auch den Centen von Burgebrach, Memmelsdorf und der Fronveste Bamberg. Im Bereich der Ortsmarkung des Amtsortes Schlüsselau besaß das Amt das Vorrecht, die Delinquenten in Zentfällen direkt an die Fronveste in Bamberg auszuliefern. Das Amt Schlüsselau war mit einem Verwalter besetzt, der auch Steuereinnehmer und Ungelder war. Des Weiteren waren ein Förster und ein Jäger neben dem weiteren Verwaltungspersonal eingesetzt.

## Münzen des Hochstifts
Schon Heinrich II. verlieh den Bamberger Bischöfen das Recht, Münzen zu schlagen. Bis ins 15. Jahrhundert wurden fast ausschließlich Pfennige und Schillinge geschlagen, unter Georg III. die ersten Goldgulden und Taler. Gerechnet wurde ursprünglich nach dem Karolinischen Münzsystem (1 lb. = 240 d.), unter dem Einfluss der Hellerprägung wurde in Pfund Heller (≈ 120 d.) gerechnet. Aufgrund der andauernden Münzverschlechterung wurden im 15. Jahrhundert Pfund und Pfennig auf das Vierfache aufgewertet, wodurch ein Pfund alt zur Einheit für 30 Pfennige wurde. Als Anfang des 16. Jahrhunderts der Gulden zur Rechnungsmünze wurde, stand er bei 252 Pfennigen (8 lb. 12 d.). Da er gleichzeitig in 60 Kreuzer unterteilt war, musste bei der Angabe eines in Kreuzer bezahlten Betrages häufig auf gerundete Werte zurückgegriffen werden. Mit dem Beginn des 17. Jahrhunderts wurden auch Dreiheller, Dreier, Kreuzer, Guldentaler und Dukaten geprägt. In der 1624 geschlossenen Baiersdorfer Konvention einigten sich die Fürsten von Bamberg, Würzburg, Ansbach und Bayreuth auf einen Kompromiss zwischen dem in Bamberg und Würzburg üblichen Pfund-Pfennig-System und dem in Ansbach und Bayreuth übernommenen Batzen-Kreuzer-System und schufen damit die fränkische Währung:
1 fränkischer Gulden (fl.) = 15 Batzen = 30 Halbbatzen = 60 Kreuzer = 28 Würzburger Schilling = 84 Dreier = 168 Würzburger (neue) Pfennig = 168 Dreiheller = 252 (alte) Pfennig.
Ein Reichstaler war 18 Batzen oder 6⁄5 fl. (≈ 1 fl. 1 lb. 20 d. = 302 Pfennig) wert.
1762 wurde unter Adam Friedrich von Seinsheim der Konventionsfuß eingeführt. Seitdem prägte man:
1 Reichstaler = 2 Gulden = 6 20-Kreuzer = 12 10-Kreuzer = 24 Batzen = 48 Halbbatzen = 120 Kreuzer = 480 Pfennigen = 960 Heller.

Kleine Auswahl an Münzen
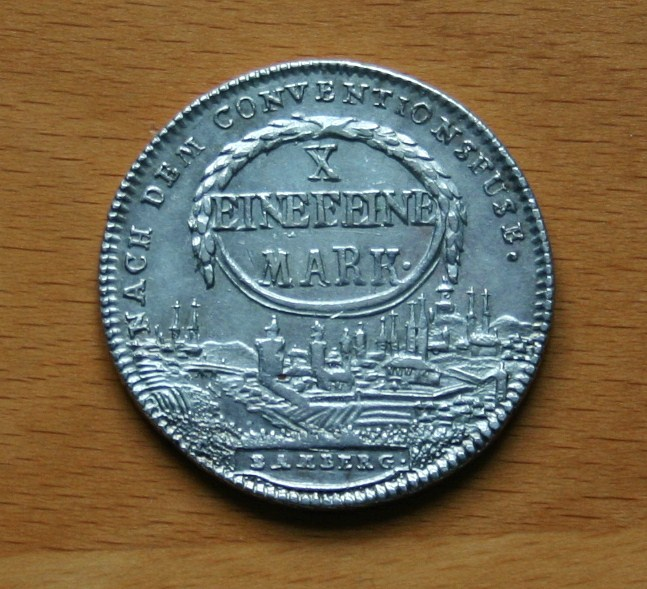
Konventionstaler Bamberg 1800
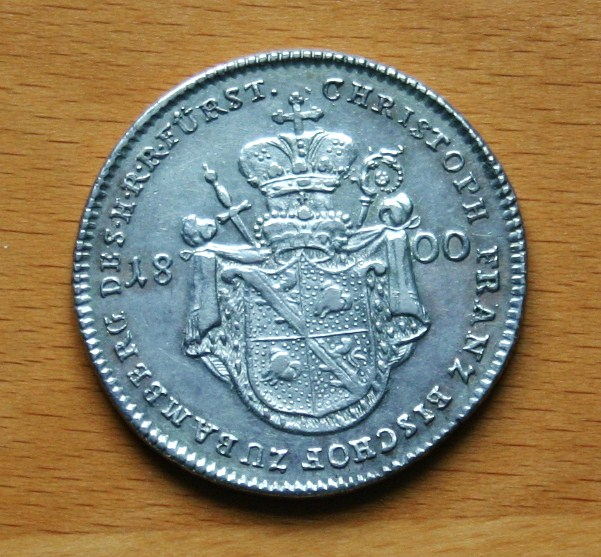
Rückseite Konventionstaler 1800 – Wappen Bischofs Franz von Buseck
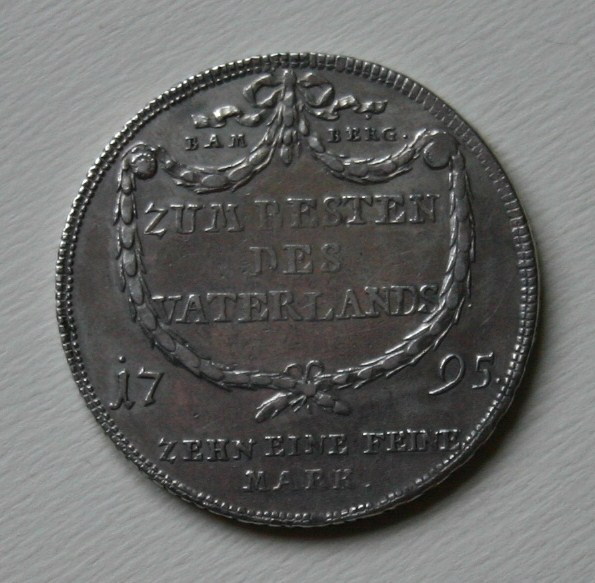
Vaterlandstaler Bamberg von 1795
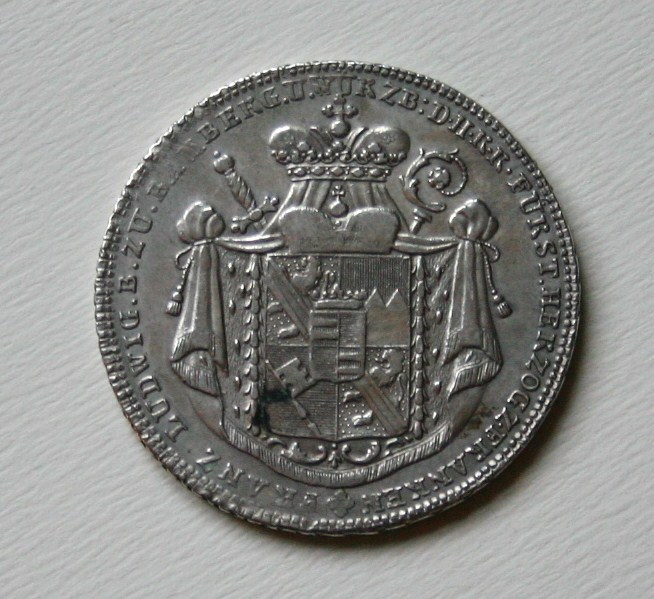
Rückseite mit Wappen Franz Ludwig von Erthal Bamberg 1795